# Truvérská mše
Truvérská mše je hudební dílo českého skladatele Petra Ebena. Autor ji původně zkomponoval pro folkové skupiny zpívající křesťanské písně. Je v ní patrná výrazná rytmizace. Při skládání mše se Eben inspiroval skladbami prováděnými francouzskými truvéry. Samotné dílo téměř zlidovělo. Skladba je například součástí zpěvníku Svítá vydaném Českobratrskou církví evangelickou (ČCE), ve kterém jsou jednotlivé části mše uvedeny jako písně pod čísly 480 až 484.
Dílo se skládá z celkem pěti částí pojmenovaných:
1. Vstup
2. Mezizpěv
3. Obětování
4. Přijímání
5. Závěr